# Karl Metzger (Mediziner)
Karl Georg Gustav Metzger (* 22. Juli 1894 in Schiltigheim; † nach 1944) war ein deutscher nationalsozialistischer Rassenhygieniker und Hochschullehrer.

## Leben und Wirken

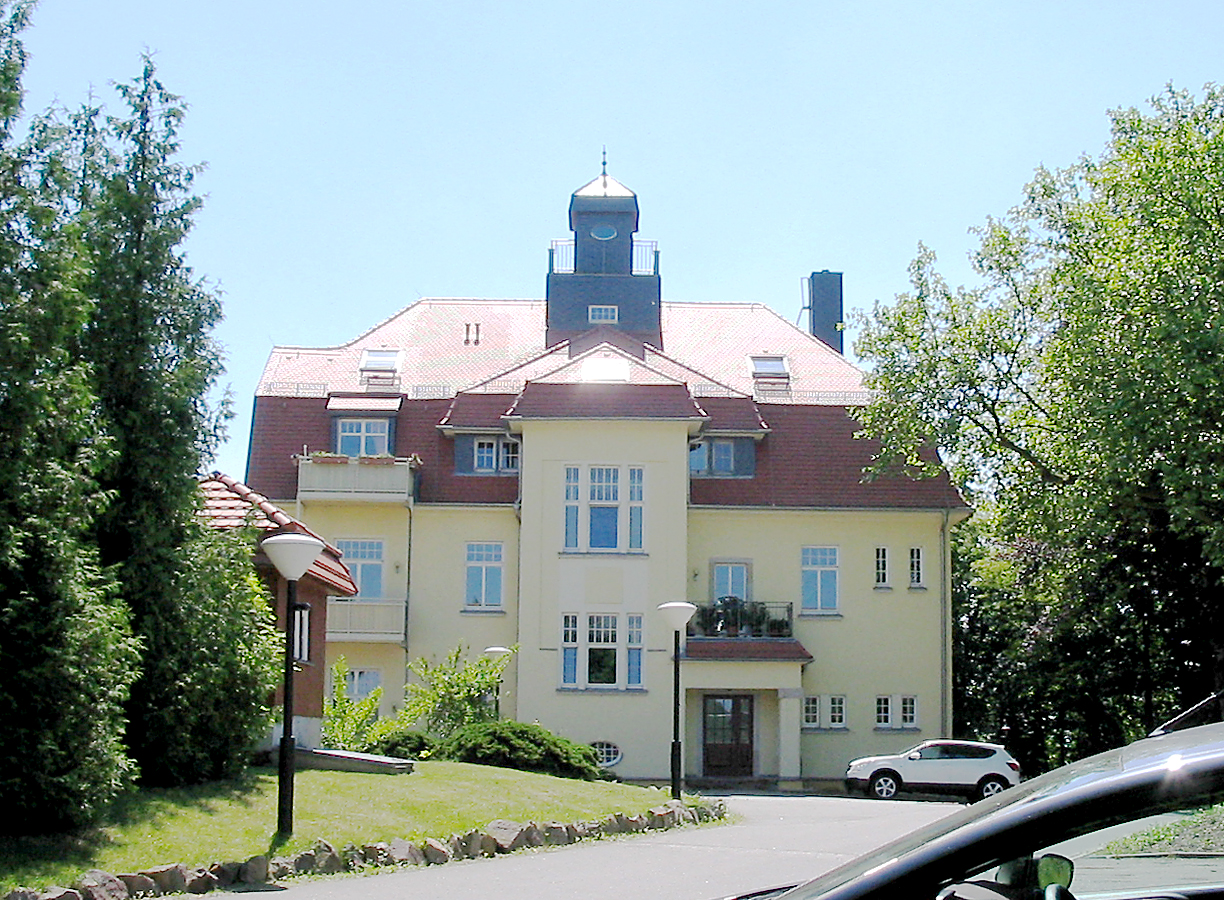
Von Metzger geleitete frühere Gauschule in Radebeul

Nach dem Schulbesuch studierte Metzger Medizin an der Universität Straßburg und promovierte zum Dr. med. Danach trat er in den Staatsdienst ein und wurde zum Regierungsmedizinalrat ernannt. Zum 1. Oktober 1929 trat er der NSDAP bei (Mitgliedsnummer 157.457). Er wurde nach der „Machtergreifung“ der Nationalsozialisten im NSDAP-Gau Sachsen Gauhauptstellenleiter für Schulung im Rassenpolitischen Amt der NSDAP; ab 1936 war er Leiter der Ehevermittlungsstelle für „Erbkranke“. Als solcher erhielt er im selben Jahr einen Lehrauftrag für eine Vorlesung über Die weltanschaulichen Grundlagen der nationalsozialistischen Rassenpolitik. 1939 wurde er zum Honorarprofessor an der Technischen Hochschule Dresden und noch im Juli des gleichen Jahren in das Sächsische Ministerium des Innern berufen. Zuvor war er bereits zweieinhalb Jahre auch Leiter der Gauschule Haideberg der NSDAP, an der laufend „rassenpolitische“ Lehrgänge stattfanden. Im Oktober 1940 wurde er dann vom sächsischen Gauleiter Martin Mutschmann mit der Leitung des Rassenpolitischen Amtes in der Gauleitung Sachsen der NSDAP betraut.
Gleichzeitig war er ordentlicher Professor für nationalsozialistische Rassenpflege an der Technischen Hochschule Dresden. Als solcher führte er neben Vorlesungen zur „praktischen Rassen- und Bevölkerungspolitik“ „Übungen zur Erb- und Rassenbiologie“ durch. Er publizierte u. a. „rassenpolitische“ Beiträge in Biologie. Monatsschrift zur Wahrung der Belange der Biologie und der deutschen Biologen.
In seiner klassischen Studie Hitler’s Professors zieht Max Weinreich eine Schrift Metzgers als Beispiel dafür heran, wie „die Deutschen“ sich durch die Bemühungen ihrer Gelehrten an rassistisches Gedankengut gewöhnt haben. In dieser behauptete Metzger, die Rassenkunde sei keine nationalsozialistische Erfindung, sondern eine international anerkannte Wissenschaft und Rassen entstünden durch natürliche sowie künstliche Zuchtwahl. Zu diesem Zweck bediene sich der Züchter der Mittel der strengen Selektion, der Isolierung und der rücksichtslosen „Ausmerzung“ aller Nachkommen, die nicht in das Zuchtziel passen.
Sein weiterer Verbleib ist nicht bekannt.